# El Sabino, Tantoyuca
El Sabino är en ort i Mexiko.   Den ligger i kommunen Tantoyuca och delstaten Veracruz, i den sydöstra delen av landet, 230 km norr om huvudstaden Mexico City. El Sabino ligger 131 meter över havet och antalet invånare är 112.
Terrängen runt El Sabino är huvudsakligen platt, men den allra närmaste omgivningen är kuperad. Runt El Sabino är det ganska tätbefolkat, med 72 invånare per kvadratkilometer. Närmaste större samhälle är Tantoyuca, 10,5 km öster om El Sabino. Trakten runt El Sabino består till största delen av jordbruksmark.